# Ko Verzuu
Jacobus Johannes Josephus (Ko) Verzuu (Utrecht, 1 maart 1901 - Bilthoven, 20 juni 1971) was een Utrechtse bouwopzichter en speelgoedontwerper. 

## Leven en werk
Ko Verzuu had van 1925 tot 1955 de artistieke leiding in de ado-werkplaatsen in sanatorium Berg en Bosch. In deze werkplaats werd onder andere houten speelgoed gemaakt, zoals: auto’s, blokkendozen, treinen en poppengoed. Verzuu begeleidde de patiënten en ontwierp het speelgoed. Directeur Bronkhorst heeft hem hier aangesteld als werkplaatsleider en ook aangemoedigd om zelf het speelgoed te ontwerpen. 
Verzuu had zich verdiept in de architectuur en de beeldende kunst van zijn tijd en had een voorkeur ontwikkeld voor het abstracte lijnenspel en de felle kleuren, die ook te vinden zijn bij de aanhangers van De Stijl. Deze groep architecten en kunstenaars was tussen 1917 en de vroegste jaren dertig actief en ze maakten abstracte kunstwerken in de primaire kleuren rood, blauw en geel. Verzuu hield niet consequent vast aan de primaire kleuren, ook groen en oranje hadden zijn voorkeur. Abstractie probeerde hij te bereiken in zijn speelgoedwagens. Deze wagens zijn gemodelleerd naar bestaande wagens. Voor de poppenhuismeubels koos Verzuu zijn eigen ontwerp. Daarbij keek hij naar andere kunststromingen en kunstenaars. Zo lijken zijn poppenmeubels ook geïnspireerd op het kubische werk van Haagse School architect en meubelmaker Hendrik Wouda. Verder was Metz& Co een van de eersteafnemers van het ADO speelgoed en Ko heeft  hier de moderne meubels van Rietveld gezien hebben.
Een van zijn 11 kinderen; Guus Verzuu - die in 1933 geboren werd - vertelt in het Nieuwsblad van het Noorden van 10-12-1987, dat ze een tijdje met de proefmodellen mochten spelen maar daarna weer moesten inleveren.
In 1994 was er van  27-06 tot 18 -07 een tentoonstelling over ADO speelgoed in het Museum Boymans van Beuningen te Rotterdam; zie artikel: Frissche kleuren’ in kinderwereld; 27-06-1994 in het Algemeen Dagblad

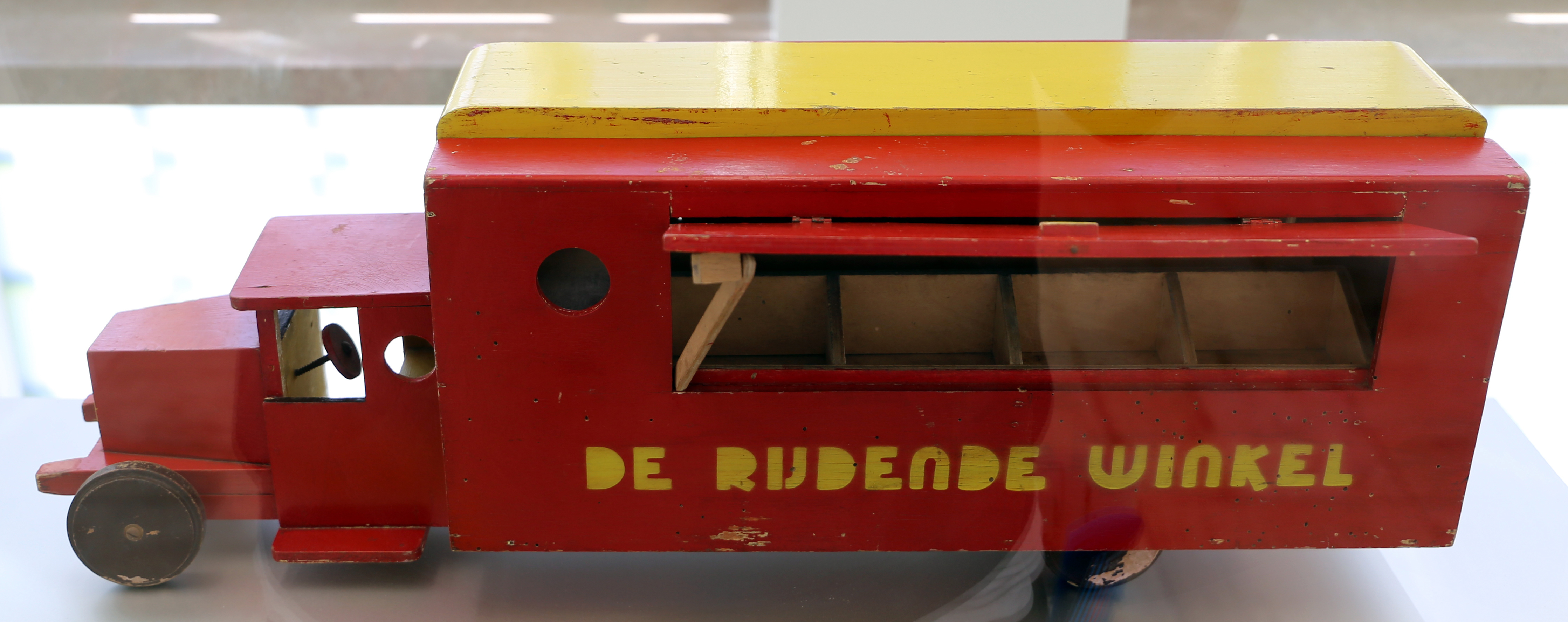
Een ontwerp van Ko Verzuu